# 합천 역평리 송씨종가
합천 역평리 송씨종가(陜川 驛坪里 宋氏宗家)는 대한민국 경상남도 합천군 대병면에 있는 건축물이다. 1984년 11월 23일 경상남도의 문화재자료 제105호로 지정되었다.

## 개요
은진 송씨 문중의 송종만이 조선 고종 3년(1866)에 지은 가옥이다. 처음에는 유전리에 있던 것을 1986년에 지금 있는 자리로 옮겨 지었다.
본채는 앞면 5칸·옆면 2칸의 규모이며, 건넌방·마루·큰방·부엌 순으로 배치하였다. 지붕은 옆면에서 볼 때 사람 인(人)자 모양인 맞배지붕이다.
사랑채는 앞면 4칸·옆면 2칸 규모의 맞배지붕 건물로 모방·작은방·큰방·마루·부엌 순으로 배치하였으며, 마루에는 조각한 난간을 설치하였다.

## 참고 문헌
- 합천 역평리 송씨종가 - 국가유산청 국가유산포털